# Greenvolt
Greenvolt é uma empresa portuguesa do segmento do desenvolvimento de projetos solares e eólicos de grande escala. Pertence ao índice PSI20, que representa as maiores empresas portuguesas cotadas em bolsa.
A empresa surgiu de uma subsidiaria do grupo português Altri e teve sua criação em março de 2021.

## Setores
A Greenvolt está presente nos seguintes setores:
- Biomassa[4]
- Energia eólica e solar de grande escala[4]
- Produção descentralizada[4]

## Estrutura acionista
Atualizado em 02 de Julho de 2025
| Entidade       | % de capital |
| -------------- | ------------ |
| KKR & co. Inc. | 100%         |